# Nogent (Haute-Marne)
Pour les articles homonymes, voir Nogent.
Nogent est une commune française située dans le département de la Haute-Marne, en région Grand Est.
L’activité économique de Nogent s’appuie sur une longue tradition d’excellence coutelière, mais depuis la récession économique que la ville a connue dans les années 1980, ses entreprises ont su évoluer, adaptant et élargissant un savoir-faire éprouvé pour coller au plus près des exigences des marchés contemporains.

## Géographie

### Localisation

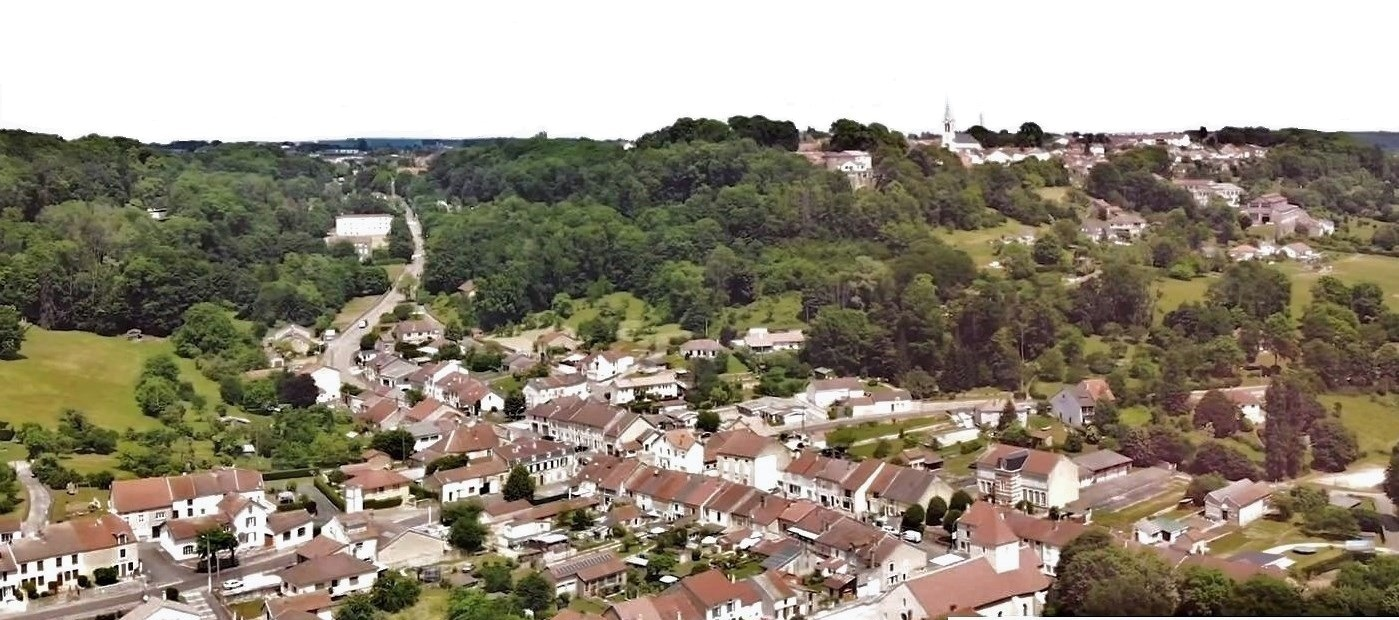
Nogent (le Bas) Haute-Marne

Bâtie sur un plateau rocheux, à 400 m d'altitude, la ville haute domine la vallée de la Traire, affluent de la Marne. Aujourd’hui, Nogent, ville industrielle de 3 985 habitants (4e ville du département), se trouve à proximité des autoroutes A31 et A5.
Dans un cadre boisé, calme et verdoyant, elle n’est plus qu’à 2 heures et demie de Paris, Lyon, l’Allemagne et la Suisse.

### Communes limitrophes

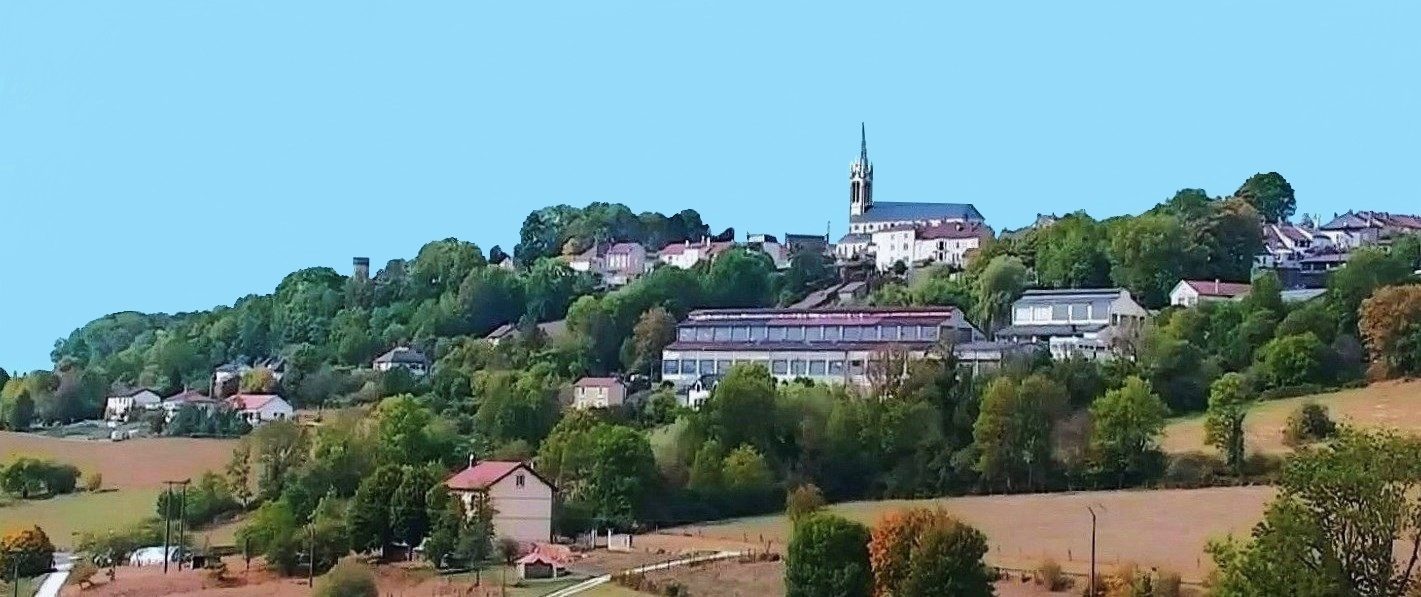
Vue générale de Nogent

Les communes limitrophes sont  Is-en-Bassigny, Lanques-sur-Rognon, Louvières, Mandres-la-Côte, Mennouveaux, Ninville, Poinson-lès-Nogent, Sarcey, Sarrey, Thivet, Vesaignes-sur-Marne et Vitry-lès-Nogent.

### Hydrographie
La commune est dans la région hydrographique « la Seine de sa source au confluent de l'Oise (exclu) » au sein du bassin Seine-Normandie. Elle est drainée par le Rognon, la Traire, le ruisseau de Poinson, l'Orgere, le ruisseau de la Goule, le ruisseau de Plesnoy, le ruisseau de Vitry et le ruisseau du Pecheux,.
Le Rognon, d'une longueur de 73 km, prend sa source dans la commune de Is-en-Bassigny et se jette  dans la Marne à Mussey-sur-Marne, après avoir traversé 17 communes.
La Traire, d'une longueur de 29 km, prend sa source dans la commune de Frécourt et se jette  dans la Marne à Poulangy, après avoir traversé huit communes. Les caractéristiques hydrologiques de la Traire sont données par la station hydrologique située sur la commune de Louvières. Le débit moyen mensuel est de 1,74 m3/s. Le débit moyen journalier maximum est de 27,2 m3/s, atteint lors de la crue du 30 novembre 1996. Le débit instantané maximal est quant à lui de 36,1 m3/s, atteint le 2 février 2013.

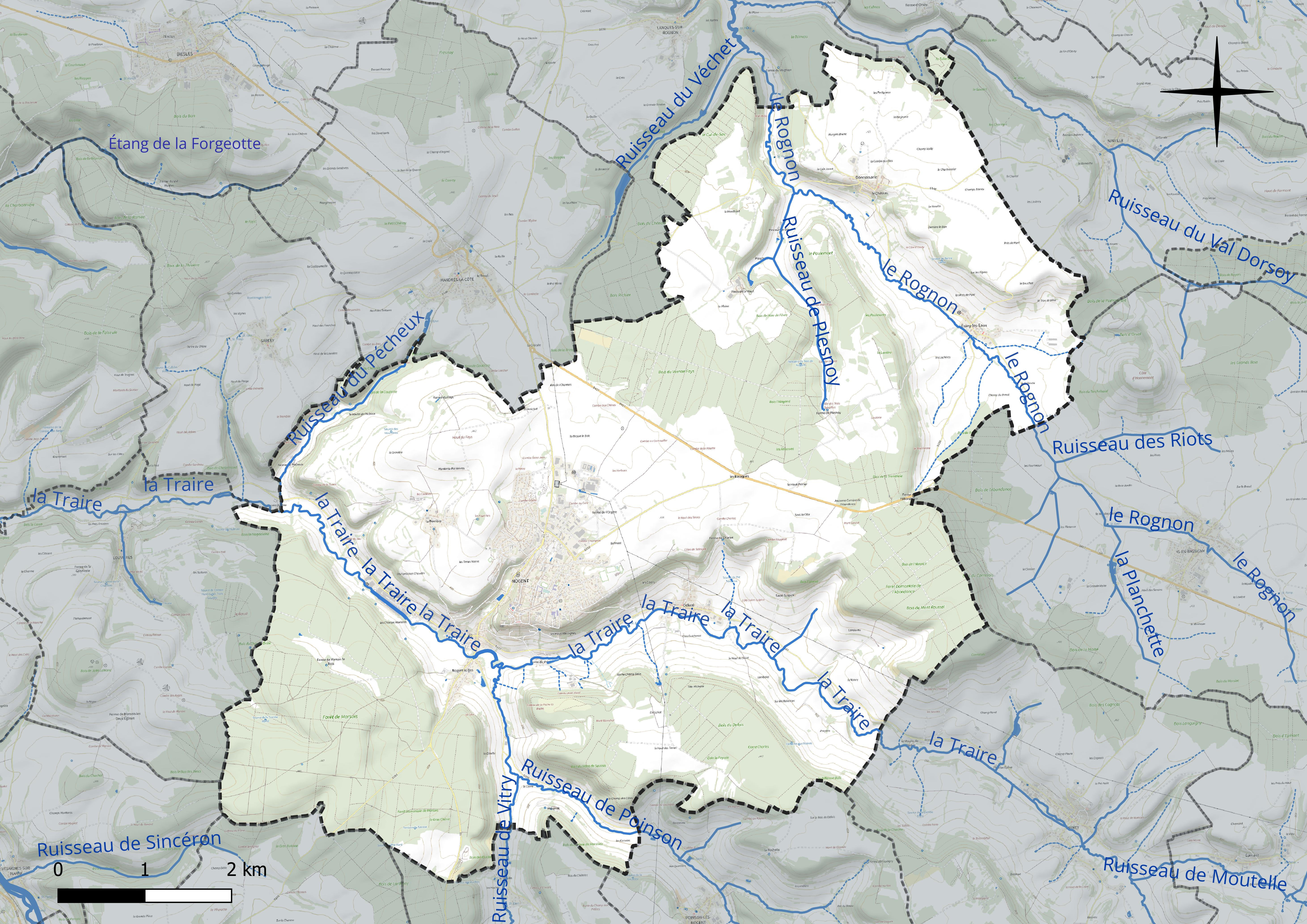
Réseau hydrographique de Nogent.

### Climat
Pour des articles plus généraux, voir Climat du Grand Est et Climat de la Haute-Marne.
En 2010, le climat de la commune est de type climat de montagne, selon une étude du Centre national de la recherche scientifique s'appuyant sur une série de données couvrant la période 1971-2000. En 2020, Météo-France publie une typologie des climats de la France métropolitaine dans laquelle la commune est exposée à un climat océanique altéré et est dans la région climatique Lorraine, plateau de Langres, Morvan, caractérisée par un hiver rude (1,5 °C), des vents modérés et des brouillards fréquents en automne et hiver.
Pour la période 1971-2000, la température annuelle moyenne est de 9,3 °C, avec une amplitude thermique annuelle de 16,6 °C. Le cumul annuel moyen de précipitations est de 983 mm, avec 13,4 jours de précipitations en janvier et 9,5 jours en juillet. Pour la période 1991-2020, la température moyenne annuelle observée sur la station météorologique de Météo-France la plus proche, « Is-en-Bassigny », sur la commune d'Is-en-Bassigny à 8 km à vol d'oiseau, est de 10,0 °C et le cumul annuel moyen de précipitations est de 873,6 mm. 
La température maximale relevée sur cette station est de 38,7 °C, atteinte le 25 juillet 2019 ; la température minimale est de −19,3 °C, atteinte le 20 décembre 2009,,.
Les paramètres climatiques de la commune ont été estimés pour le milieu du siècle (2041-2070) selon différents scénarios d'émission de gaz à effet de serre à partir des nouvelles projections climatiques de référence DRIAS-2020. Ils sont consultables sur un site dédié publié par Météo-France en novembre 2022.

## Urbanisme

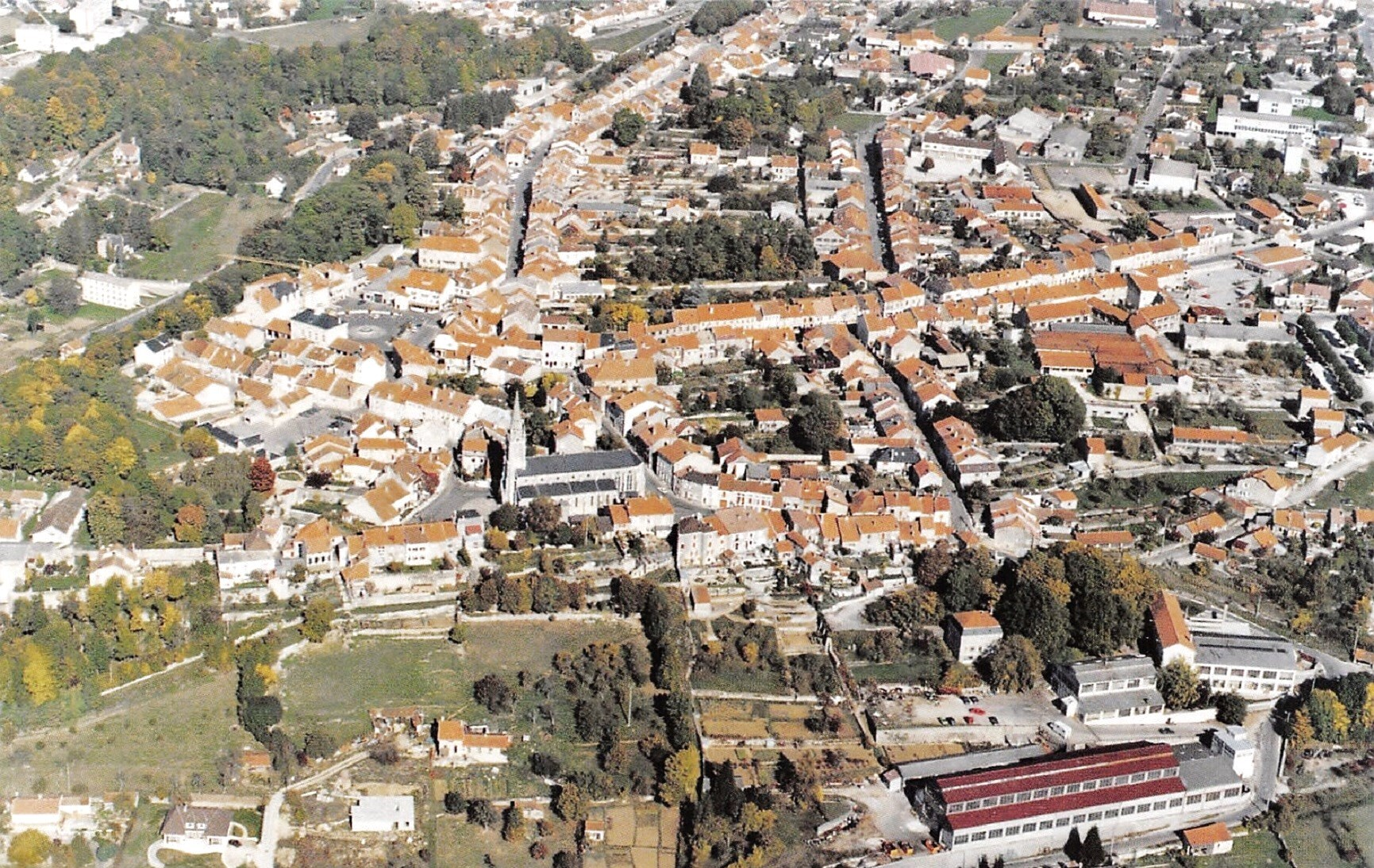
vue générale ancienne.

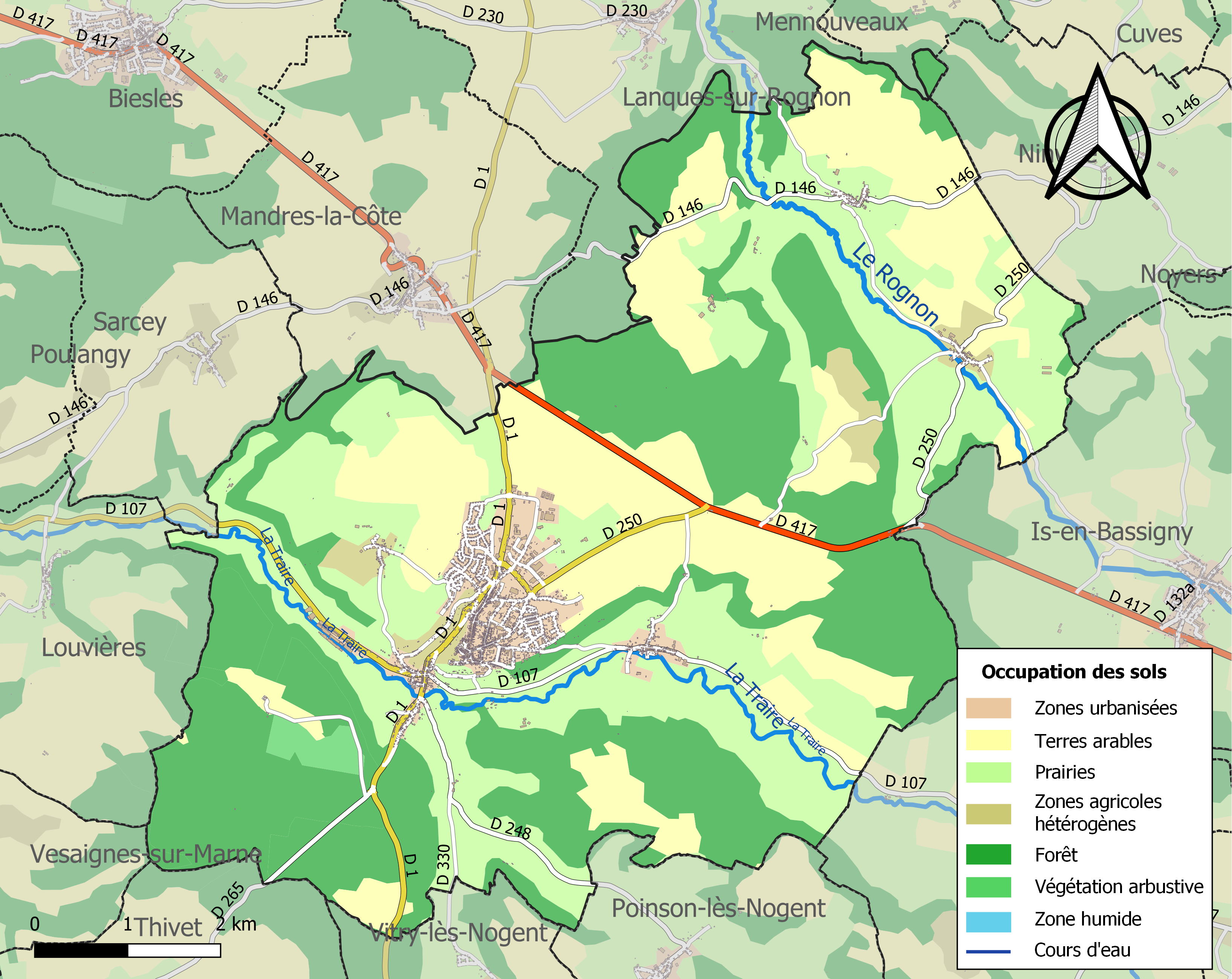
Carte des infrastructures et de l'occupation des sols de la commune en 2018 (CLC).

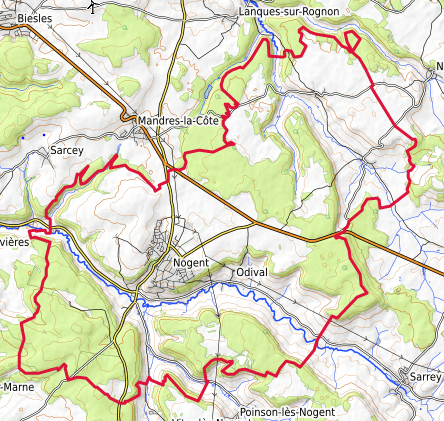
Carte topographique de la commune en 2021.

### Typologie
Au 1er janvier 2024, Nogent est catégorisée bourg rural, selon la nouvelle grille communale de densité à sept niveaux définie par l'Insee en 2022.
Elle appartient à l'unité urbaine de Nogent, une unité urbaine monocommunale constituant une ville isolée,. Par ailleurs la commune fait partie de l'aire d'attraction de Chaumont, dont elle est une commune de la couronne,. Cette aire, qui regroupe 112 communes, est catégorisée dans les aires de 50 000 à moins de 200 000 habitants,.

### Occupation des sols
L'occupation des sols de la commune, telle qu'elle ressort de la base de données européenne d’occupation biophysique des sols Corine Land Cover (CLC), est marquée par l'importance des territoires agricoles (57,7 % en 2018), une proportion sensiblement équivalente à celle de 1990 (58,3 %). La répartition détaillée en 2018 est la suivante : 
forêts (37,1 %), prairies (31,5 %), terres arables (24 %), zones urbanisées (3,2 %), zones agricoles hétérogènes (2,3 %), zones industrielles ou commerciales et réseaux de communication (1,3 %), milieux à végétation arbustive et/ou herbacée (0,7 %). L'évolution de l’occupation des sols de la commune et de ses infrastructures peut être observée sur les différentes représentations cartographiques du territoire : la carte de Cassini (XVIIIe siècle), la carte d'état-major (1820-1866) et les cartes ou photos aériennes de l'IGN pour la période actuelle (1950 à aujourd'hui).

### Habitat et logement
En 2020, le nombre total de logements dans la commune était de 2 080, alors qu'il était de 2 075 en 2015 et de 2 055 en 2010.
Parmi ces logements, 82,3 % étaient des résidences principales, 2,5 % des résidences secondaires et 15,1 % des logements vacants. Ces logements étaient pour 75 % d'entre eux des maisons individuelles et pour 24,6 % des appartements.
Le tableau ci-dessous présente la typologie des logements à Nogent en 2020 en comparaison avec celle de la Haute-Marne et de la France entière. Une caractéristique marquante du parc de logements est ainsi une proportion de résidences secondaires et logements occasionnels (2,5 %) inférieure à celle du département (7,6 %) et à celle de la France entière (9,7 %). Concernant le statut d'occupation de ces logements, 64,3 % des habitants de la commune sont propriétaires de leur logement (63,9 % en 2015), contre 64,8 % pour la Haute-Marne et 57,5 pour la France entière.
| Typologie                                               | Nogent | Haute-Marne | France entière |
| ------------------------------------------------------- | ------ | ----------- | -------------- |
| Résidences principales (en %)                           | 82,3   | 80,6        | 82,1           |
| Résidences secondaires et logements occasionnels (en %) | 2,5    | 7,6         | 9,7            |
| Logements vacants (en %)                                | 15,1   | 11,9        | 8,2            |

## Toponymie
Ce toponyme, comme la plupart des Nogent de France vient de novio-, élément gaulois signifiant « nouveau », et le suffixe *-entum indiquant un village, un habitat ; soit « le nouveau village ».
Attestée sous la forme Nongentum en 1084, Noiant en 1157, Nojentum en 1188, Nogentum in Bassigniaco vers 1200, Nogentum in Bassigneio vers 1240, Nugentom in Basseigniaco 1249 - 1252,
Nogent 1253, Nojaut 1255, Nojant an Bassignei 1274, Noviant 1277, Nongant ou Nongent 1326, Noigentum 14e siècle, Noigent en Bassigny 1412, Noigent le Roy en 1498, Nongent le Roy  1499, Nogent le Roy 1508, Nongeant le Roy 1576, Nogent le Haut 1732, Nogent - Haute- Marne en  1789
En 1890, la commune a abandonné le nom de Nogent-le-Roi pour celui de Nogent-en-Bassigny.
. En 1972, elle a absorbé celles voisines de Donnemarie, d’Essey-les-Eaux et d’Odival et, dans le même temps, changé son nom en Nogent simplement.

## Histoire

### Préhistoire
L'existence de mégalithes (dolmens, notamment celui de la Pierre Alot) prouve son origine fort ancienne.

### Antiquité
À l'époque romaine, le site se trouve sur le passage de la voie qui mène de Langres à Trèves. Ce n'est qu'en 610 que l'histoire fait mention de Nogent pour la première fois : Nogentum. On peut donc penser que la forteresse avait déjà une place importante à cette époque. On ne sait pourtant pas qui gouvernait alors. Des seigneurs ? Si c’est le cas, il ne nous est resté aucune trace de leurs actes et de leurs noms.

### Moyen Âge
D'après un historien, Roger Ier de Blois, fils d'Eudes Ier, comte de Blois et petit-fils de Thibaut Ier, comte de Provins, aurait hérité de Nogent par son père et mourut en 1024. Il fut repris par des membres de la famille, puis le seigneur de Broyes et Beaufort eut une fille qui pour son mariage apporta en dot la seigneurie de Nogent. De cette union naquit Renier qui fut témoin avec Milon de Chaumont, d’une transaction passée entre le duc de Bourgogne et l’abbaye de Saint-Bénigne de Dijon. Il refusa de reconnaître la suzeraineté de Robert de Bourgogne, évêque de Langres (fils de Henri de Bourgogne), qui était alors un des plus riches seigneurs du royaume. C'était compter sans les alliances. En effet, Hugues Ier, Comte de Champagne, en épousant Élisabeth de Bourgogne était devenu le cousin de l'évêque de Langres et prit son parti, tous deux vinrent mettre le siège devant le château de Nogent. Ainsi qu'il résulte de la charte suivante, les vainqueurs donnèrent alors à l’abbaye de Saint-Bénigne de Dijon l'église Sain-Jean, l’église Saint-Germain et une petite chapelle qui se trouvait dans les habitations seigneuriales. Cette charte se trouve désormais dans les archives départementales ; en français :

« Moi Robert, par la grâce de Dieu, évêque de Langres, j’ai donné à Dieu et à saint Bénigne, patron de l’église de Dijon, la chapelle de Nogent, les églises et tout ce qui dépend de cette chapelle. […] cela s’est fait dans le temps que j’assiégeais le château de Nogent ».
Une fois cette donation accomplie, l'abbaye de Dijon envoya aussitôt un prieur pour administrer. L'église Saint-Germain était alors l'église mère et la cure de Nogent y était attachée ; l'église Saint-Jean n’était que la succursale.

La construction de l’église Saint-Germain, faite par les soins de l’abbé Guillaume de Volpiano, le réformateur de l'église Saint-Bénigne, remonte à la fin du Xe siècle. Sa charpente élégante que masque aujourd’hui un plafond, indique bien cette date ; mais l’église paraît avoir été presque entièrement reconstruite au XVe siècle car les fenêtres du chœur appartiennent à la dernière période de l’architecture ogivale. Cette église est dédiée à saint Germain l’auxerrois évêque d’Auxerre au Ve siècle.
C’est à cette époque que la coutellerie s’implante à Nogent et le nombre d'habitants dut s'accroître considérablement puisque l'église Saint-Jean devient l'église mère et Saint-Germain la succursale.
S'ensuivit une période calme jusqu'à ce que Thibaut V, comte de Champagne qui avait déjà de grandes propriétés dans le Bassigny voulut accaparer toute la région. Tous les seigneurs se liguèrent contre lui et le sire de Nogent également. Thibaut n'avait point de forteresse pour défendre ses domaines sur la frontière de l'est c'est pourquoi il avait tout intérêt à occuper la forteresse de Nogent. Après quatre années de combats acharnés, le sire de Nogent, Rénier IV succomba à une attaque et ses fils signèrent en 1235 une transaction par laquelle ils abandonnèrent la terre et le château de Nogent au comte de Champagne. Et comme l'année précédente Thibaut avait hérité du royaume de Navarre, Nogent fut appelé Nogent-le-Roi. Son premier soin fut de réparer et d'agrandir les fortifications puis il confia la garde du château à un gouverneur. Il aimait beaucoup Nogent qu'il venait souvent visiter et s’attira l'affection et l’estime de tous en affranchissant, en juin 1235 les habitants du pays, qui jusque-là soumis aux lois du servage étaient attachés aux terres qu'ils cultivaient moyennant redevance et étaient vendus avec elles.
En 1285, Nogent, avec la Champagne, est intégré au domaine royal.
Durant la guerre de Cent Ans (1337-1453), les Anglo-Bourguignons s'emparent de la ville en 1417.
En 1486, par suite des guerres, il n’y avait plus à Nogent que 92 chefs de famille.

### Temps modernes
Arrivent ensuite les guerres de Religion.
Après quoi, Richelieu arriva au pouvoir et fit détruire la plupart des forteresses. Les châteaux de Montigny et de Coiffy bien qu'appartenant à la couronne, furent rasés. Toutefois, le château de Nogent qui devait subir le même sort, échappa à cette destruction. Les habitants demandèrent qu'on le conservât et l'ordre de démolition fut retiré, à la condition qu'ils se chargeraient seuls de le garder (à cette époque, 50 villages des environs devaient fournir les subsistances nécessaires à la garnison du château et y faire le service militaire) sous le commandement d’un gouverneur nommé par le roi.
La guerre de Trente Ans vint frapper la population. Nogent, devenue ville frontière, eut rudement à souffrir.
Par ailleurs, la peste, suite inévitable de la guerre, se déclara en 1637 et fit plus de 500 victimes en moins de 60 jours. En 1639, il n'y avait plus que 120 habitants à Nogent-le-Haut tandis que la population de Nogent-le-Bas n’atteignait que le tiers de ce chiffre.
Quant à la forteresse de Nogent, à partir de Richelieu, elle devint désuète ; comme tous les anciens châteaux forts, son rôle est terminé. Les remparts, encore intacts au commencement du XVIIIe siècle, s'écroulèrent bientôt faute d'entretien et, aujourd'hui, ce ne sont que des ruines. Seule subsiste une tour d'angle, reconstruite au XIXe siècle.

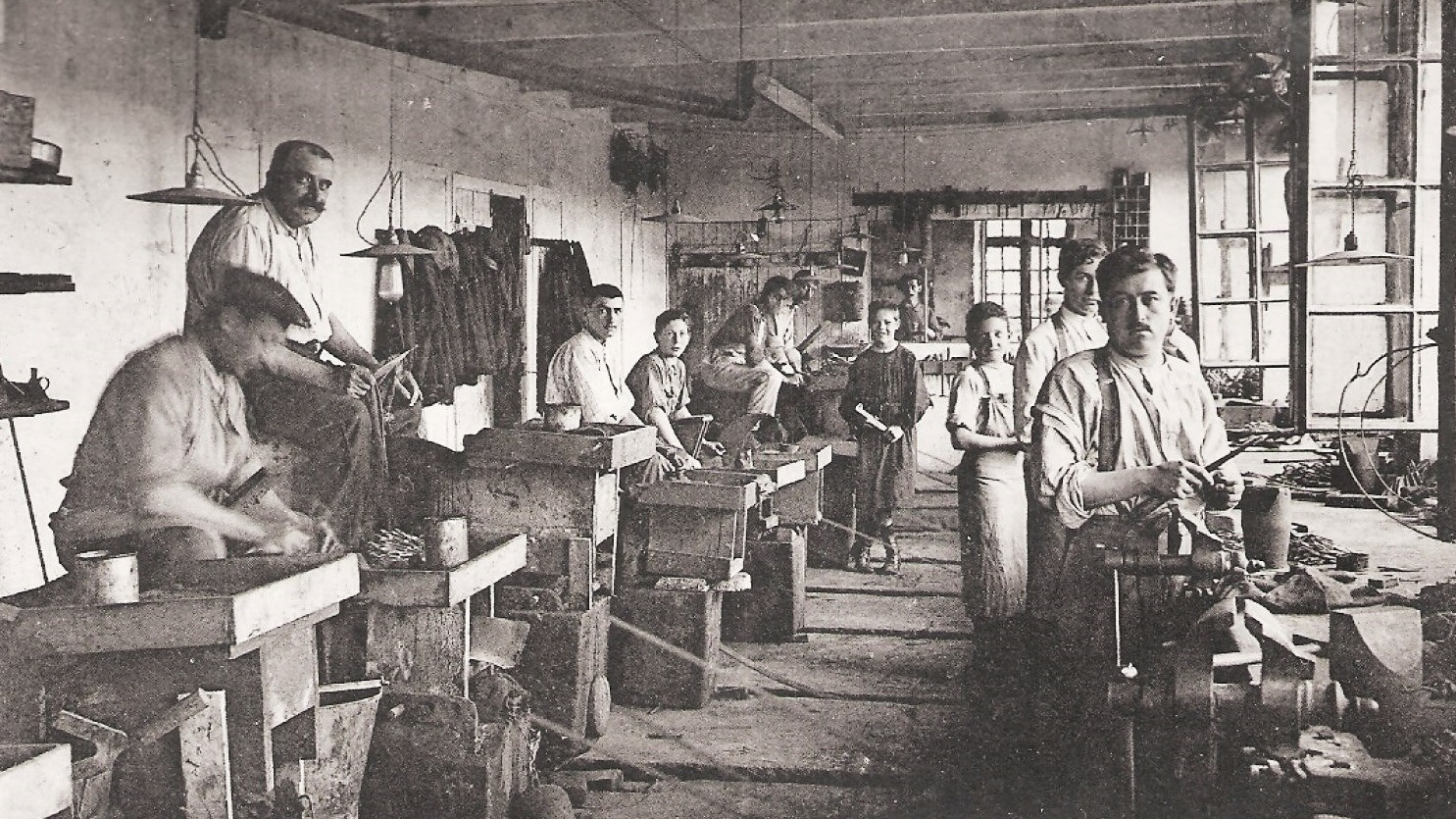
usine de Coutellerie Beligné

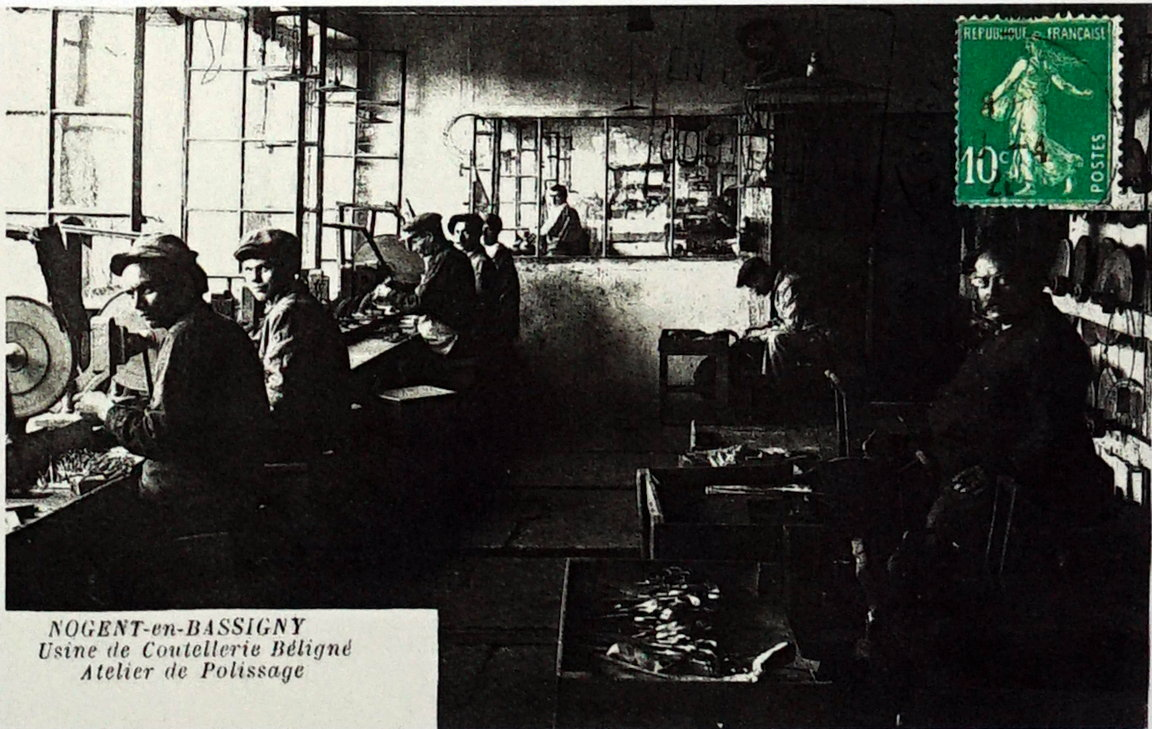
La coutellerie Béligné.

Au XVIIIe siècle, la coutellerie prend son essor et atteint son apogée à la fin du XIXe. L'activité industrielle est prospère : des usines se créent et le bassin nogentais compte alors 6 000 couteliers.
La renommée de la fabrication nogentaise est si bien établie vers la fin du XVIIIe siècle et le patriotisme de ses habitants si bien connu que le 10 septembre 1793, le Comité de Salut Public ordonne au citoyen Pradier, inspecteur et contrôleur général des armes blanches à l’assemblée nationale, de se transporter à Nogent pour y monter des fabriques de sabres à l’usage de la cavalerie. Le 25 septembre, l'assemblée de la ville de Nogent rédige une proclamation qui porte que les ouvriers aient à cesser leur travail ordinaire pour ne s'occuper que de celui propre à l’utilité de la chose commune. Les maîtres couteliers soumissionnent en commun une fourniture de 15 000 lames de sabres. Si les sabres arment la cavalerie, les baïonnettes manquent à l'infanterie. Dans le mois de floréal an III (avril 1795), la Convention ayant demandé d'ajouter la fourniture des baïonnettes, la Société populaire de Nogent réunit tous les ouvriers en ciseaux, les encadre par des ouvriers couteliers et livre les baïonnettes demandées. Ces armes ont été fabriquées pour la plus grande partie à l'usine des étangs qui depuis a été transformée en une imprimerie et dans l'église Saint-Germain qui fut transformée en manufacture de sabres pour les besoins de la cause.

### Révolution française et Empire
Au cours de la Révolution française, la commune, alors nommée Nogent-le-Roi, porte provisoirement le nom de Nogent-Haute-Marne.

### Époque contemporaine
Lors de la guerre franco-prussienne de 1870, le 6 décembre, où 80 maisons sont brulées dans la ville basse, une compagnie de mobiles de Haute-Savoie, de la garnison de Langres, met en fuite un détachement allemand venu faire des réquisitions à Nogent.En hommage aux victimes une colonne y fut inaugurée le 19 juillet 1875.
En 1904 est mise en service la ligne de chemin de fer secondaire à voie métrique de Foulain à Nogent-en-Bassigny, dite Le Tacot, d'une longueur de 12 kilomètres, après de nombreuses tractations à compter de 1864, liées à des désaccords sur le tracé et de nombreux rebondissements en particulier financiers. Cette ligne desservait les gares de Foulain, Poulangy, Louvières, Nogent-le-Bas et Nogent-le-Haut avec des haltes à la Boichaulle et à Courcelles. À la fin de la seconde guerre, le chemin de fer est épuisé et les projets de suppressions arrivent en raison d'un déficit croissant.
Le conseil général de Haute-Marne décide le 30 avril 1946 le démantèlement de cette ligne départementale et l'arrêt de l'exploitation qui intervient le 31 mars 1947.

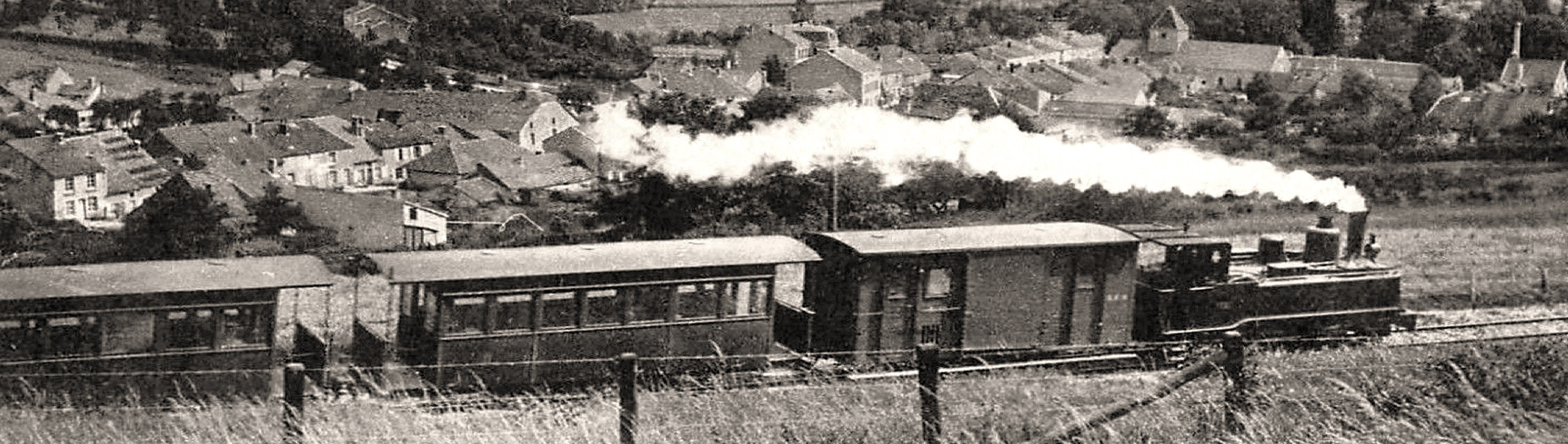
Le Tacot (1904 - 1947).
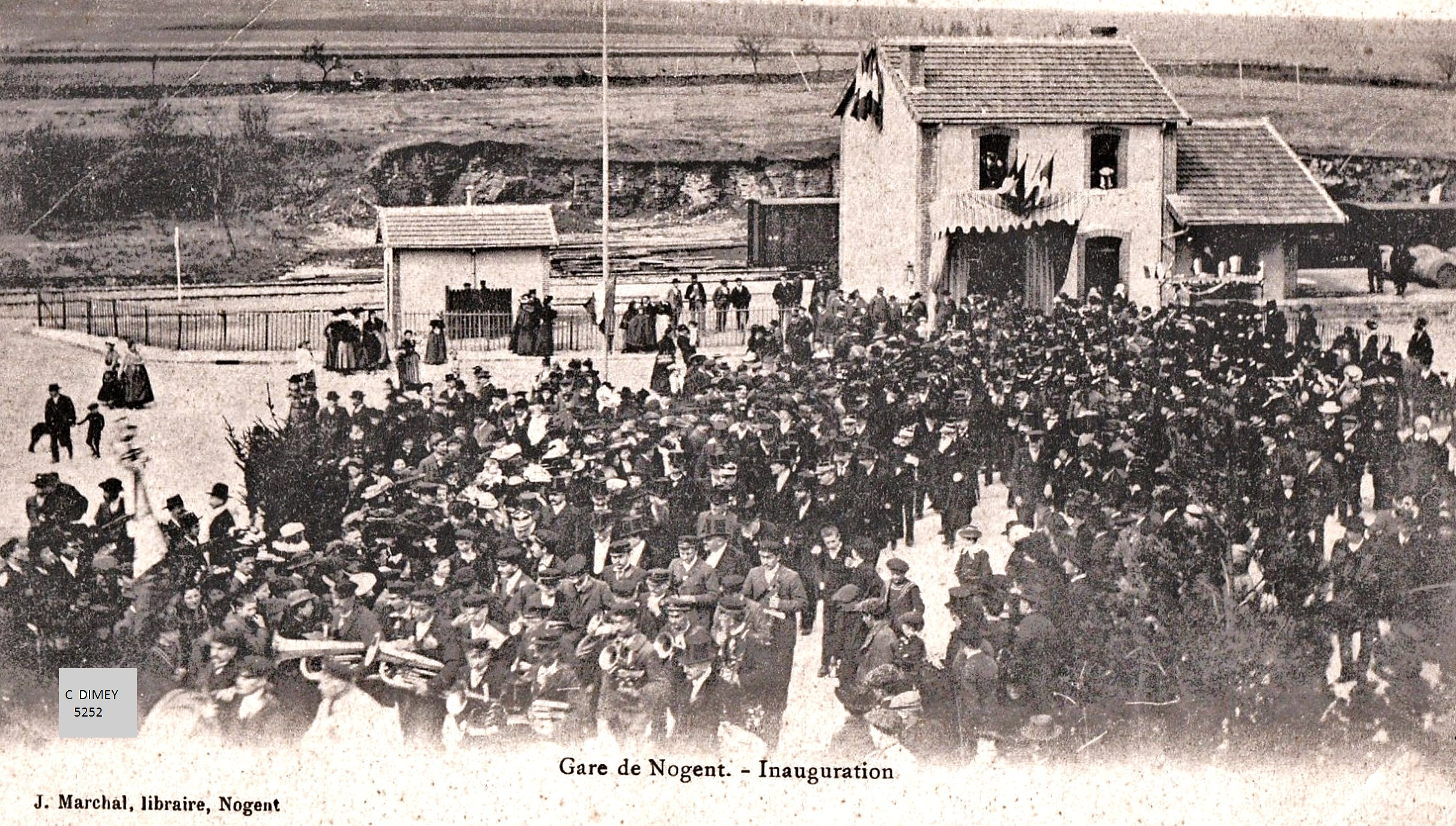
L'inauguration de la gare de Nogent-le-Haut (1904).
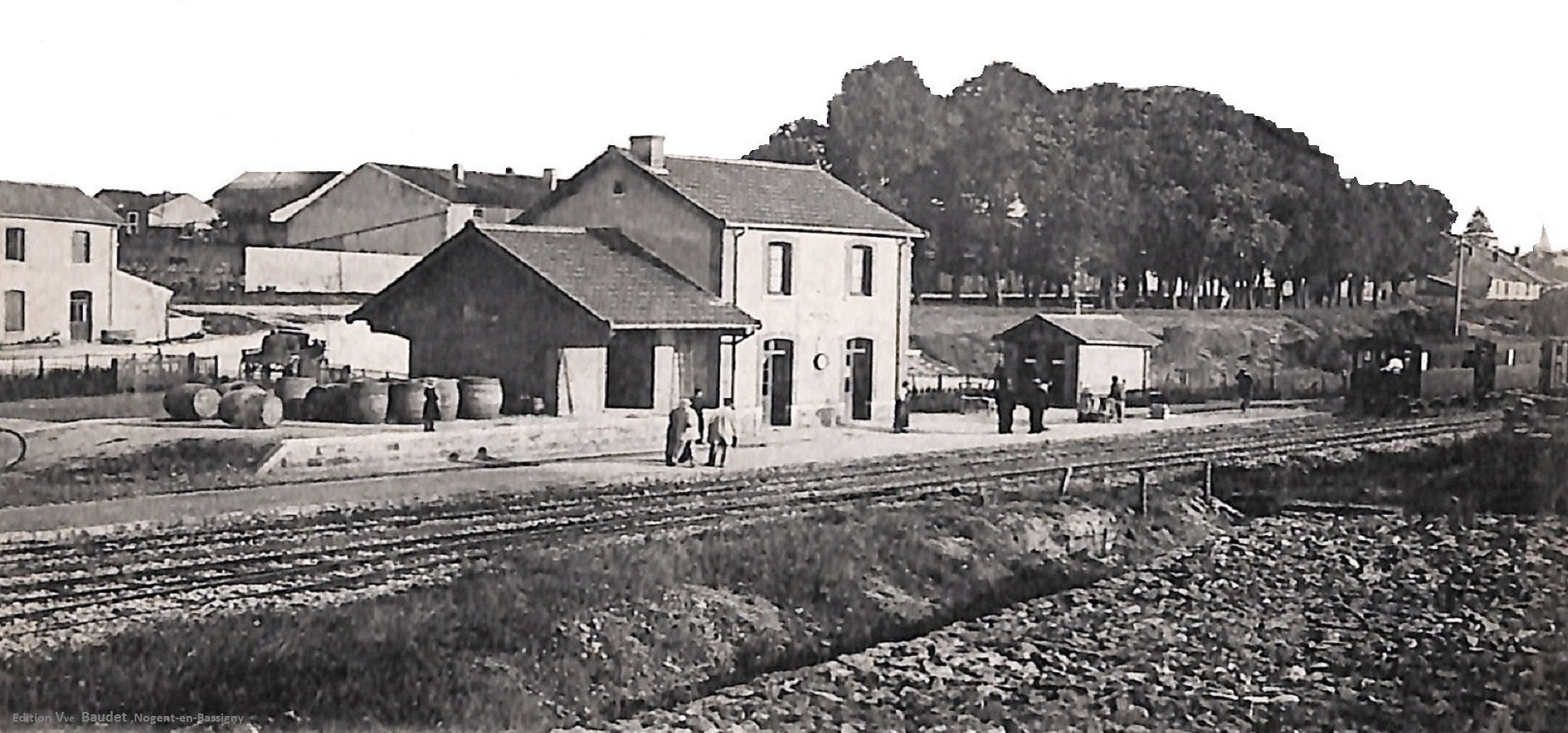
La gare et le Tacot à Nogent-le-Haut en 1909.

#### Fusion de communes de 1972
En 1972, la commune, instituée par la Révolution française absorbe celles voisines de Donnemarie, d’Essey-les-Eaux et d’Odival et prend alors le nom de Nogent simplement.

## Politique et administration

### Rattachements administratifs et électoraux

#### Rattachements administratifs
La commune se trouve  dans l'arrondissement de Chaumont du département de la Haute-Marne.
Elle était depuis 1793 le chef-lieu du canton de Nogent. Dans le cadre du redécoupage cantonal de 2014 en France, cette circonscription administrative territoriale a disparu, et le canton n'est plus qu'une circonscription électorale.

#### Rattachements électoraux
Pour les élections départementales, la commune est depuis 2014 le bureau centralisateur d'un nouveau  canton de Nogent porté de 16 à 29 communes.
Pour l'élection des députés, elle fait partie de la première circonscription de la Haute-Marne.

### Intercommunalité
Nogent était le siège de la petite communauté de communes du bassin nogentais, un établissement public de coopération intercommunale (EPCI) à fiscalité propre créé fin 2001 et auquel la commune avait transféré un certain nombre de ses compétences, dans les conditions déterminées par le code général des collectivités territoriales.
Dans le cadre des dispositions de la loi portant nouvelle organisation territoriale de la République du 7 août 2015, qui prévoit que les établissements publics de coopération intercommunale (EPCI) à fiscalité propre doivent avoir un minimum de 15 000 habitants, cette intercommunalité a fusionné avec ses voisines pour former, le 1er janvier 2017, la communauté d'agglomération de Chaumont, dont est désormais membre la commune.

### Tendances politiques et résultats

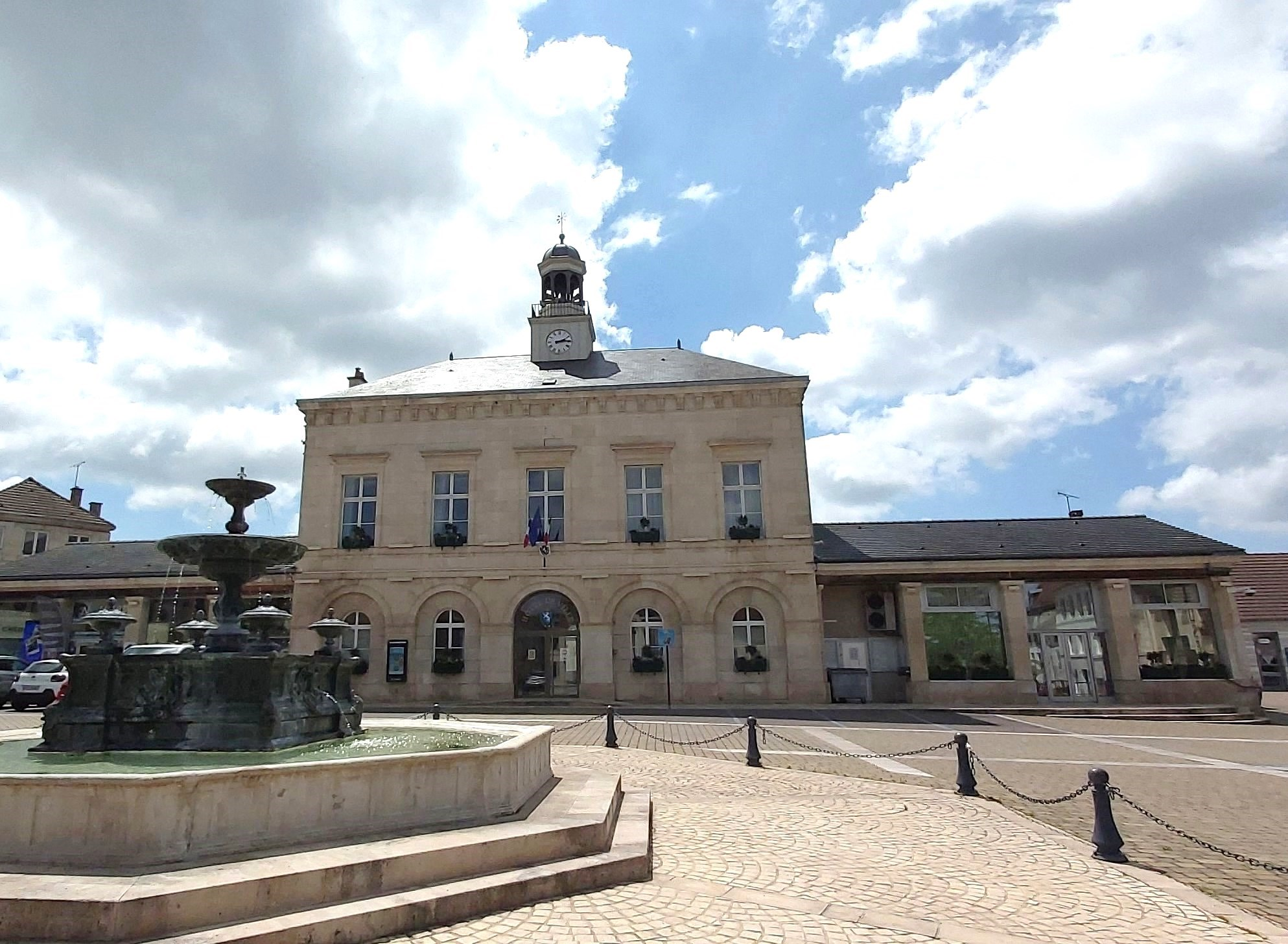
La Mairie

Lors du premier tour des élections municipales de 2014 dans la Haute-Marne, la liste DVD menée par la maire sortante Anne-Marie Nedelec obtient la majorité absolue des suffrages exprimés, avec 1 125 voix, (67,64 %, 	23 conseillers municipaux élus dont 12 commyunautaires), devançant très largement celles menées respectivement par : 

- Daniel Cousin (DVG, 376 voix, 22,60 %, 3 conseillers municipaux élus dont 2 communautaires) ;

- Serge Auvergne (DVG, 162 voix, 9,74 %, 1 conseiller municipal élu).

Lors de ce scrutin, 36,44 % des électeurs se sont abstenus. 	
Lors des élections municipales de 2020 dans la Haute-Marne, la liste d'union de la droite menée par la maire sortante est la seule candidate et obtient donc la totalité des 769 suffrages exprimés. Sa liste est donc élue en totalité et 5 de ses membres siègent au conseil communautaire.
Lors de ce scrutin marqué par la pandémie de Covid-19 en France, 62,97 % des électeurs se sont abstenus, et 20,31 % de votants ont choisi un bulletin nul.

### Liste des maires
| Période       | Période                        | Identité           | Étiquette             | Qualité |
| ------------- | ------------------------------ | ------------------ | --------------------- | --- |
| juillet 1972  | juin 1995                      | Robert Henry,      | DVD puis UDF puis RPR | Pharmacien biologiste Conseiller général de Nogent (1976 → 2001) |
| juin 1995     | mars 2008                      | Michel Brocard     | DVD                   | Pharmacien Conseiller général de Nogent (2001 → 2009) |
| mars 2008     | octobre 2023                   | Anne-Marie Nédélec | DVD                   | Professeur d'histoire-géographie retraitée Sénatrice de la Haute-Marne (2023 → ) Conseillère générale puis départementale de Nogent (2009 → ) Vice-présidente du Conseil départemental de la Haute-Marne (2021 → 2023) Vice-présidente de la CA de Chaumont ( ? → 2023) Démissionnaire à la suite de son élection comme sénatrice |
| octobre 2023, | En cours (au 17 décembre 2023) | Thierry Ponce      |                       | Cadre supérieur |

## Population et société
Les habitants sont appelés les Nogentais.

### Démographie
L'évolution du nombre d'habitants est connue à travers les recensements de la population effectués dans la commune depuis 1793. Pour les communes de moins de 10 000 habitants, une enquête de recensement portant sur toute la population est réalisée tous les cinq ans, les populations de référence des années intermédiaires étant quant à elles estimées par interpolation ou extrapolation. Pour la commune, le premier recensement exhaustif entrant dans le cadre du nouveau dispositif a été réalisé en 2004.

En 2022, la commune comptait 3 562 habitants, en évolution de −7,09 % par rapport à 2016 (Haute-Marne : −4,62 %, France hors Mayotte : +2,11 %).
| 1793  | 1800  | 1806  | 1821  | 1831  | 1836  | 1841  | 1846  | 1851  |
| ----- | ----- | ----- | ----- | ----- | ----- | ----- | ----- | ----- |
| 1 821 | 1 949 | 1 989 | 2 076 | 2 602 | 2 807 | 2 979 | 3 007 | 3 098 |

| 1856  | 1861  | 1866  | 1872  | 1876  | 1881  | 1886  | 1891  | 1896  |
| ----- | ----- | ----- | ----- | ----- | ----- | ----- | ----- | ----- |
| 3 255 | 3 640 | 3 550 | 3 576 | 3 655 | 3 365 | 3 422 | 3 400 | 3 428 |

| 1901  | 1906  | 1911  | 1921  | 1926  | 1931  | 1936  | 1946  | 1954  |
| ----- | ----- | ----- | ----- | ----- | ----- | ----- | ----- | ----- |
| 3 364 | 3 486 | 3 577 | 3 405 | 3 568 | 3 682 | 3 315 | 3 335 | 3 697 |

| 1962  | 1968  | 1975  | 1982  | 1990  | 1999  | 2004  | 2006  | 2009  |
| ----- | ----- | ----- | ----- | ----- | ----- | ----- | ----- | ----- |
| 4 208 | 4 723 | 5 265 | 5 318 | 4 754 | 4 343 | 4 113 | 4 075 | 3 989 |

| 2014  | 2019  | 2022  | - | - | - | - | - | - |
| ----- | ----- | ----- | - | - | - | - | - | - |
| 3 865 | 3 591 | 3 562 | - | - | - | - | - | - |

### Enseignement

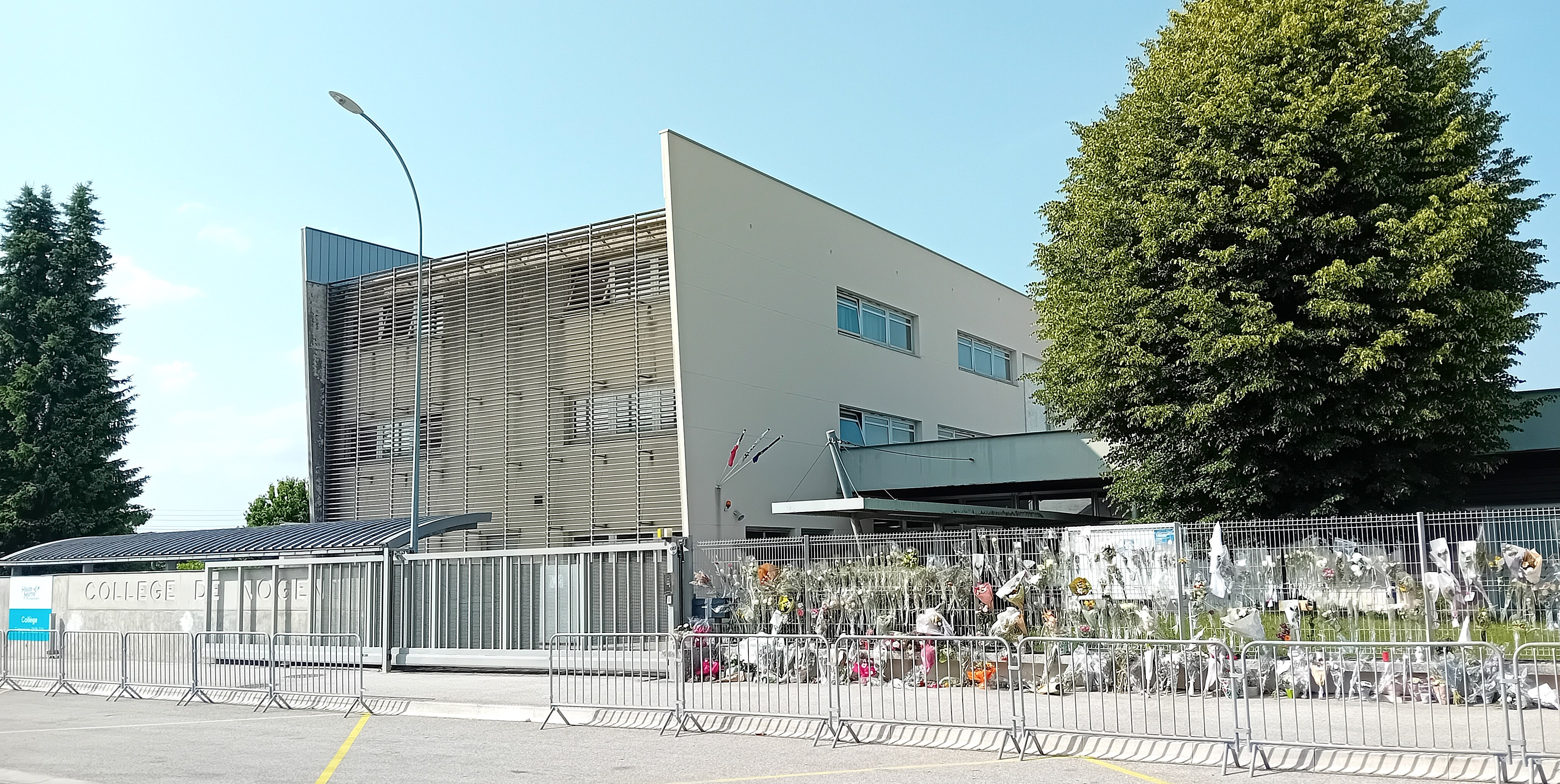
Collège Françoise Dolto. après le tragique évènement du 10 juin 2025

Sur la commune se trouvent l’école maternelle Claude-Monssu, l’école primaire Baudon-Rostand et le collège Françoise-Dolto.
On retrouve également une antenne de l'Université de technologie de Troyes pour la formation d'ingénieurs Matériaux et Mécanique en apprentissage.

## Économie

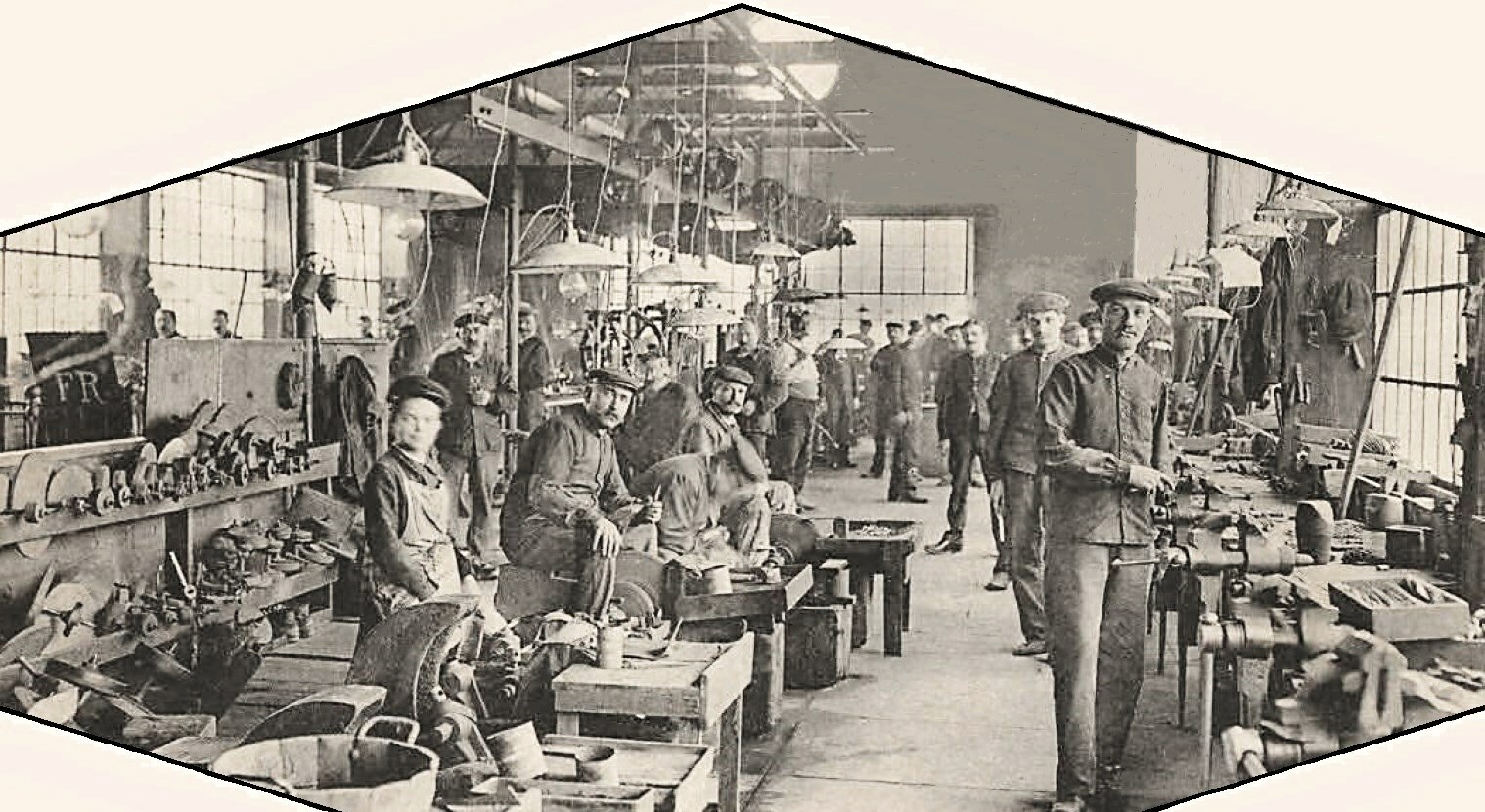
usine Ferrand à Nogent - Le - Bas (instruments de Chirurgie) en 1911

L’activité économique de Nogent s’appuie sur une longue tradition coutelière, et la fabrication des couteaux de toutes sortes a occupé autrefois la majorité des ouvriers à telle enseigne que Nogent a été surnommée, au XIXe siècle : « Nogent-les-Couteaux ».
À partir des années 1980, cette activité économique a fortement baissé. Des usines ont fermé et le chômage a frappé la ville. Les chiffres de la démographie en témoignent : la ville est passée de 5318 habitants en 1982 à 3953 en 2011, et a perdu mille habitants entre 1982 et 1999, soit près de 20 % de sa population en moins de vingt ans.
Depuis plusieurs décennies, les entreprises nogentaises ont adapté et diversifié leurs techniques de fabrication en développant la maîtrise de leurs savoir-faire pour servir les marchés modernes, de plus en plus exigeants : à côté de la tradition d’excellence maintenue de la coutellerie et de la cisellerie, ont émergé l’automobile, l’aéronautique, les instruments de chirurgie, les prothèses, la forge, l’estampage, l’usinage, les traitements de surface et l’outillage à main.
Nogent a pris désormais un engagement important pour l'avenir au travers de son SPL NOGENTECH : plus de 2000 salariés offrent des prestations de haute qualité dans les métiers de la mécanique et de la transformation des métaux avec une spécificité dans les instruments chirurgicaux et prothèses.
Nogent est également le siège du Pôle Technologique de Haute-Champagne qui abrite une antenne du CRITT-MDTS et de l'UTT et est labellisé Pôle d'Excellence Rurale par la DIACT depuis 2006.
La société Vicat dispose d'une unité de production de béton.

## Culture locale et patrimoine

### Lieux et monuments

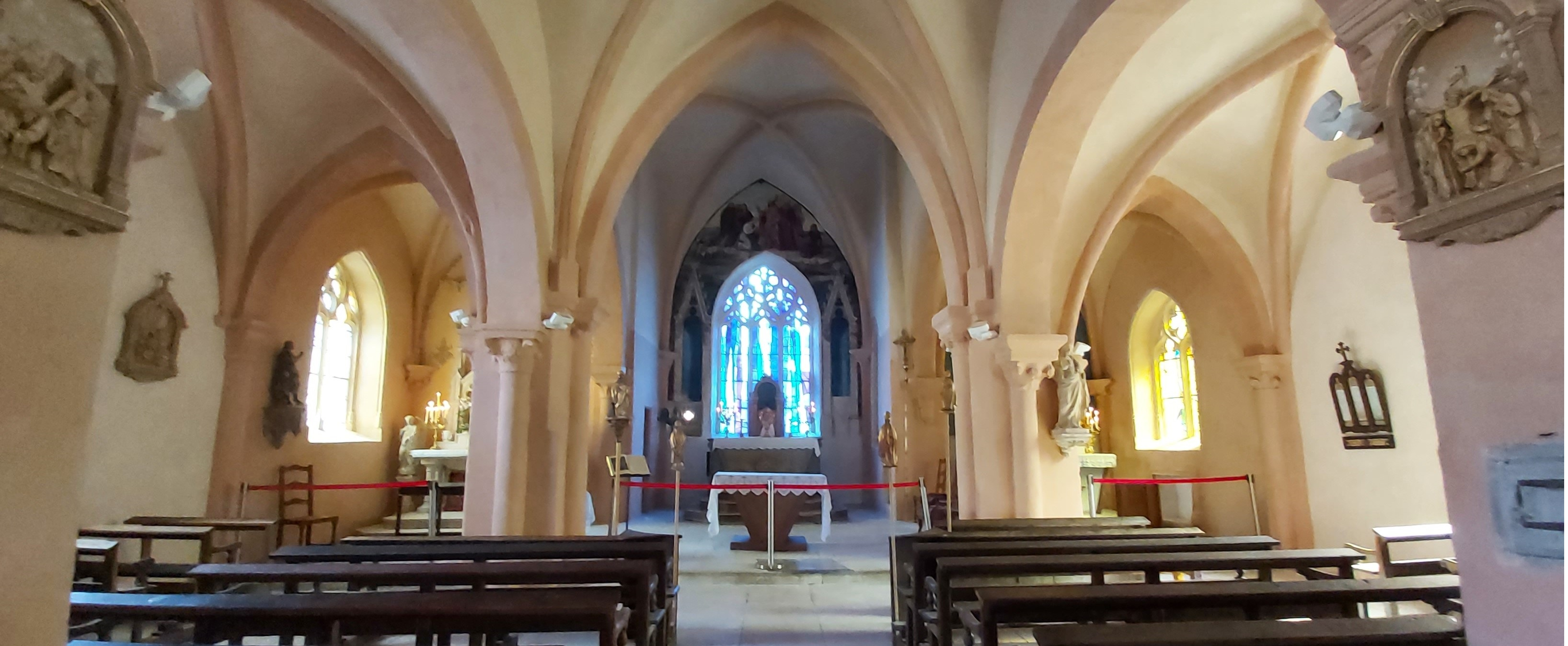
L'Intérieur de l'église Saint-Germain

- Dolmen de Marsois, classé au titre des monuments historiques en 1949[36].
- l'église Saint-Jean à Nogent-le-Haut de style néogothique,construite en 1863  rénovée en 2015 et l'intérieur restauré en 2016.
- l'église Saint-Germain, romane, à Nogent-le-Bas dont l'abside est classée aux Monuments de France.
- Maison natale de Bernard Dimey.
- Place de l'Hôtel-de-Ville remarquable (place Charles-de-Gaulle), avec sa fontaine et la façade de la mairie (à gauche de laquelle se trouve une cloche ancienne mais hors d'usage), place qui est assez souvent rénovée ou améliorée.
- Musée de la Coutellerie (place de l'Hôtel-de-Ville).
- La crypte des Preslots, située sous la place de l'Hôtel-de-Ville, orientée Sud -Nord elle a l'apparence d'une crypte a deux nefs.Trois piliers sont communs à ces deux nefs.De ces piliers partent les nervures,ogivales et sans moulure, de la voute. Accessible seulement aux Journées du Patrimoine.
- Tour à créneaux des anciens remparts de Nogent, reconstituée au XIXe siècle. Elle surplombe la vallée de la Traire, affluent de la Marne.
- Médiathèque Bernard Dimey

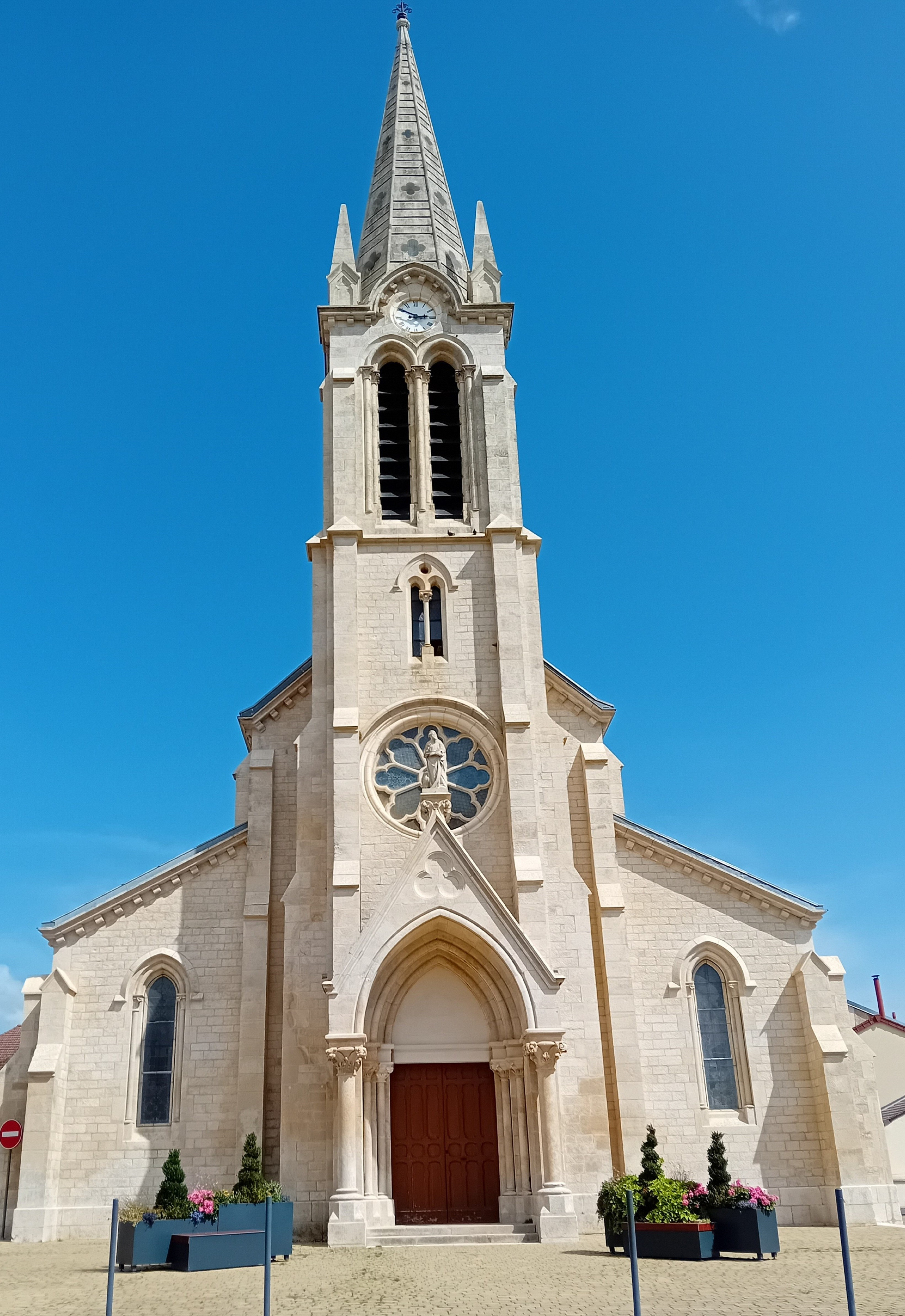
L' église Saint-Jean
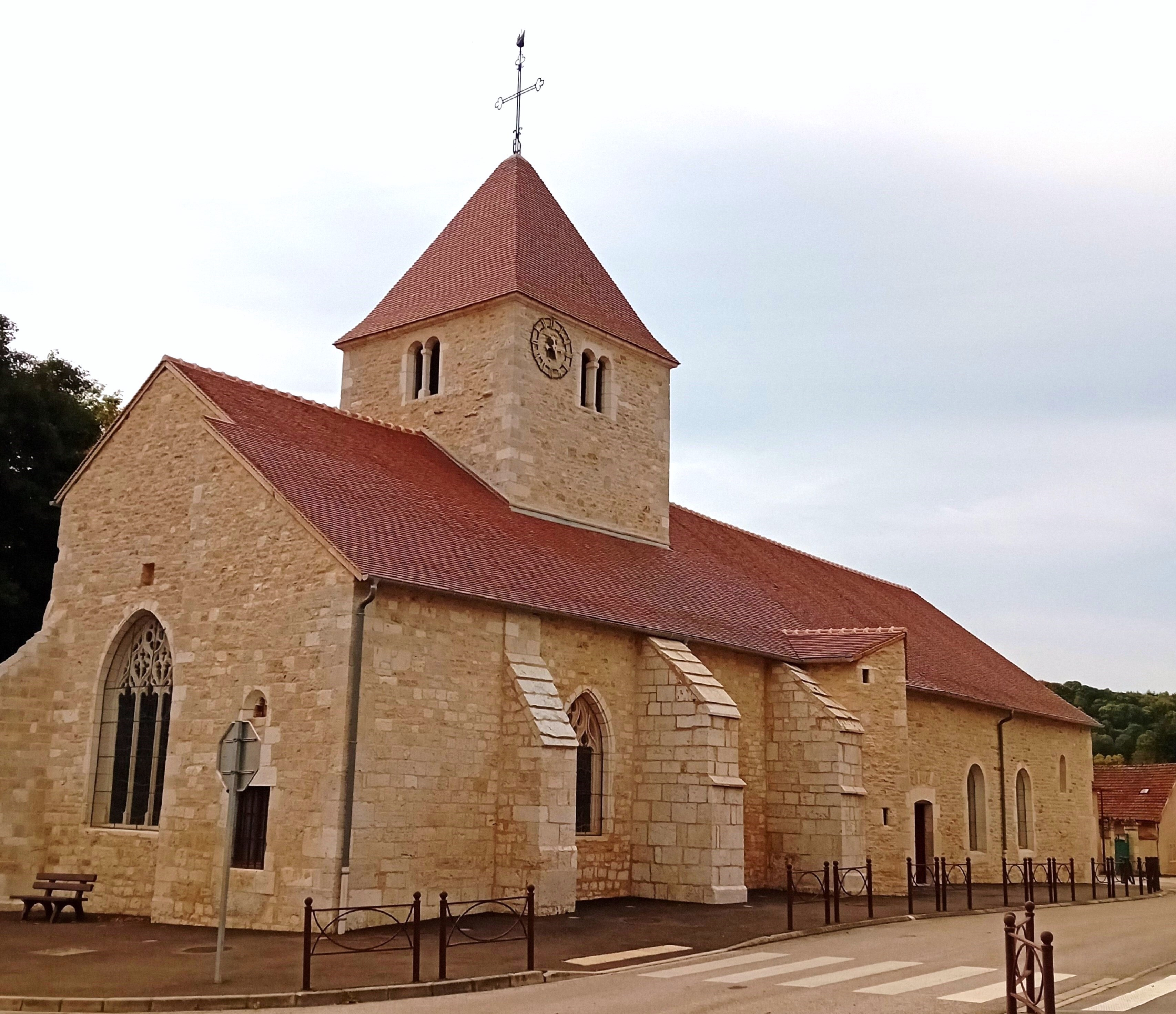
l'église Saint-Germain
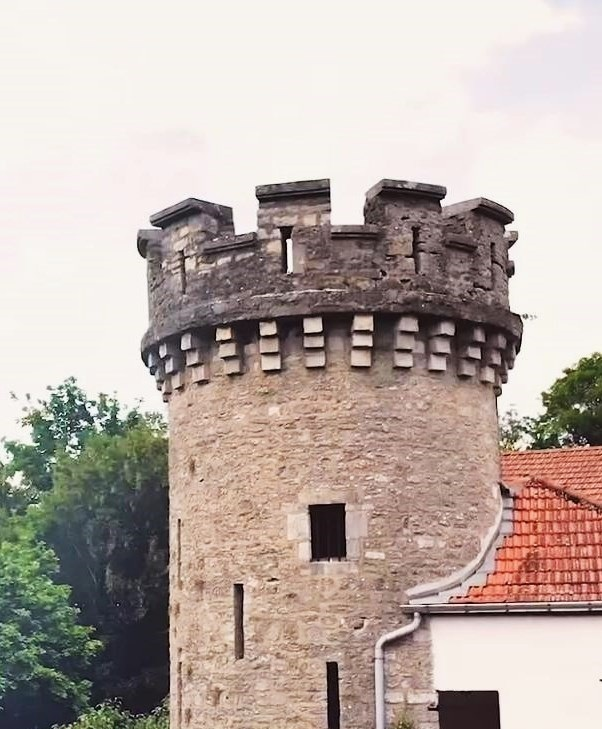
Le Donjon
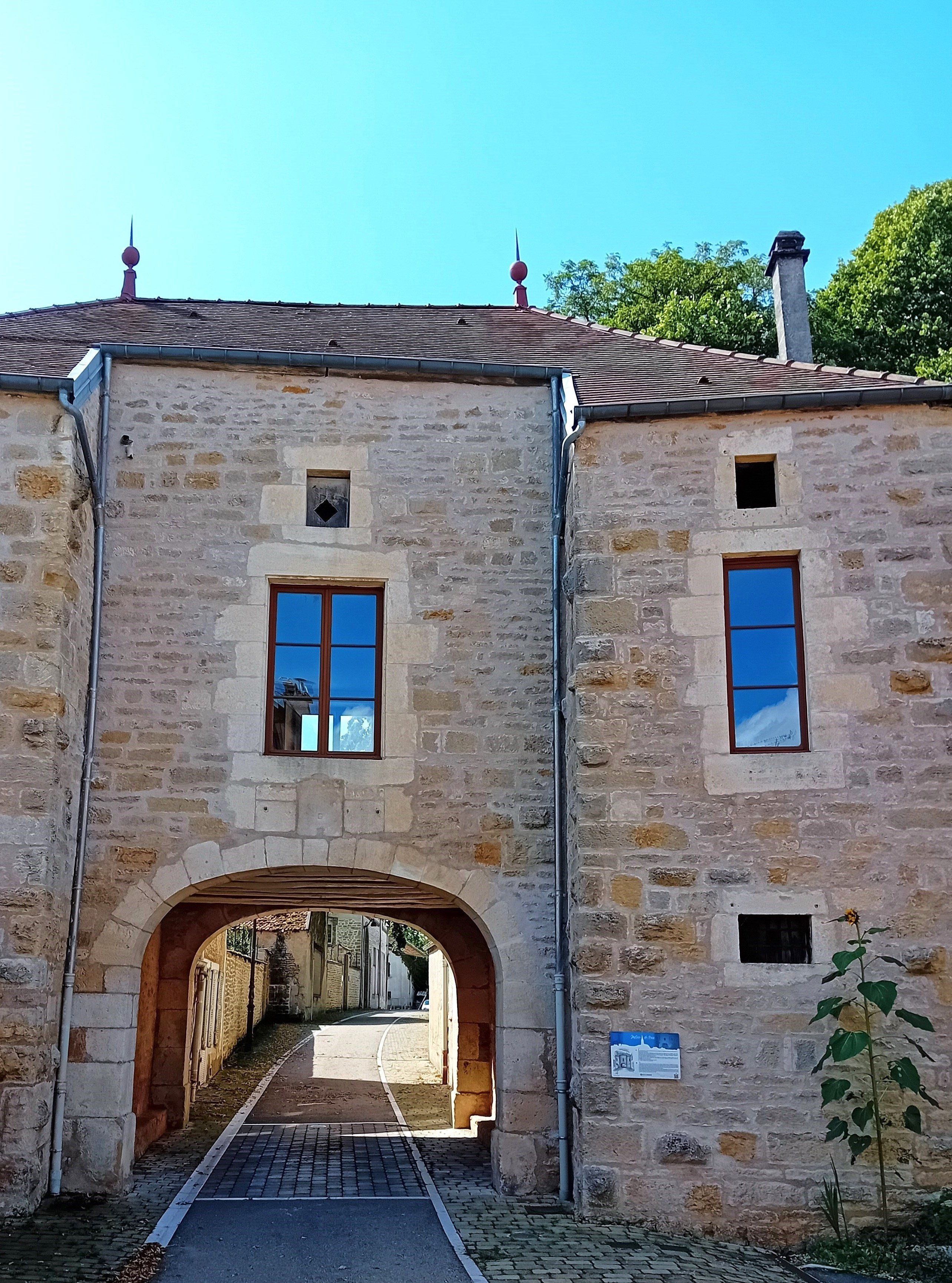
Le Porche du Château
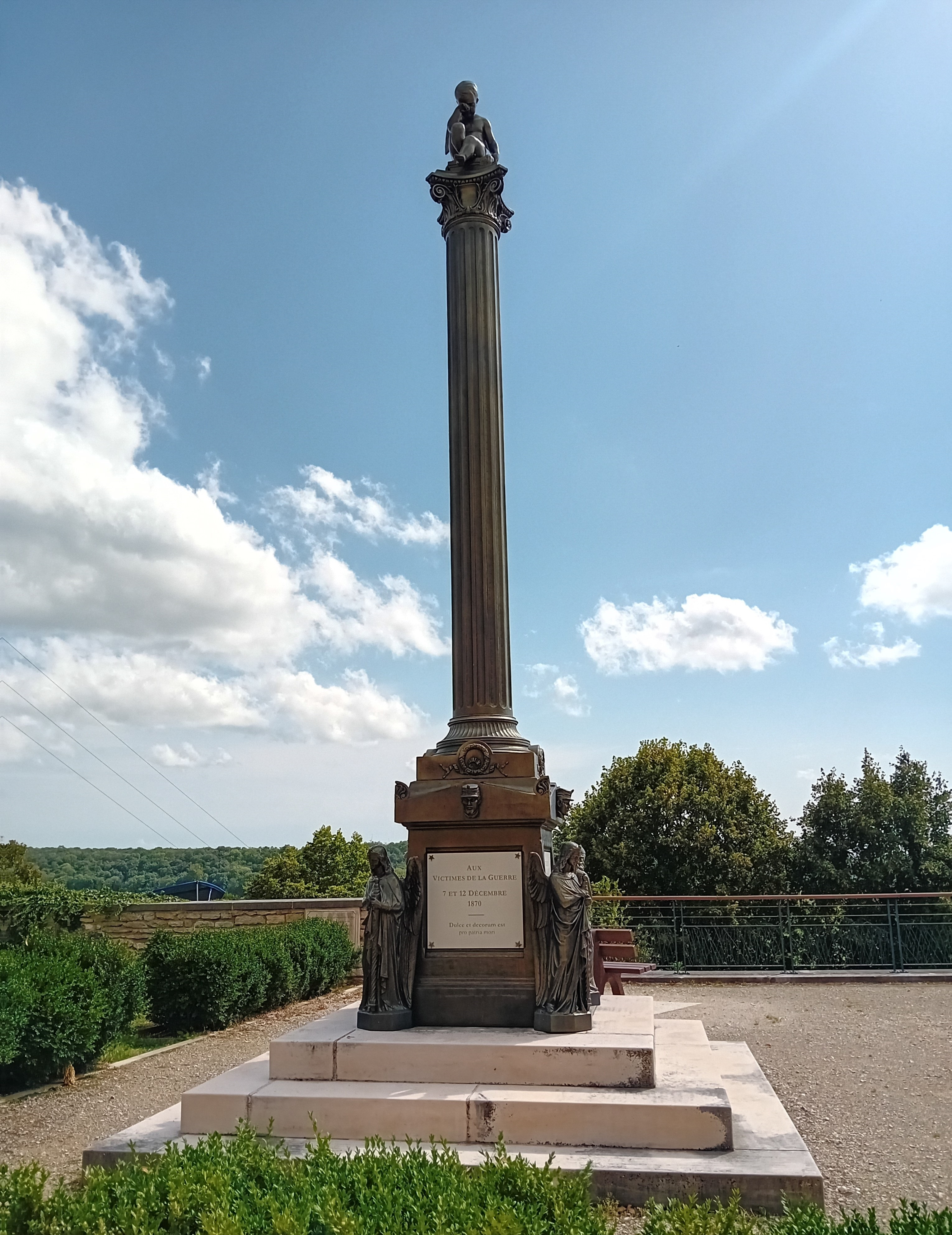
La  Colonne, monument commémoratif de la guerre de 1870
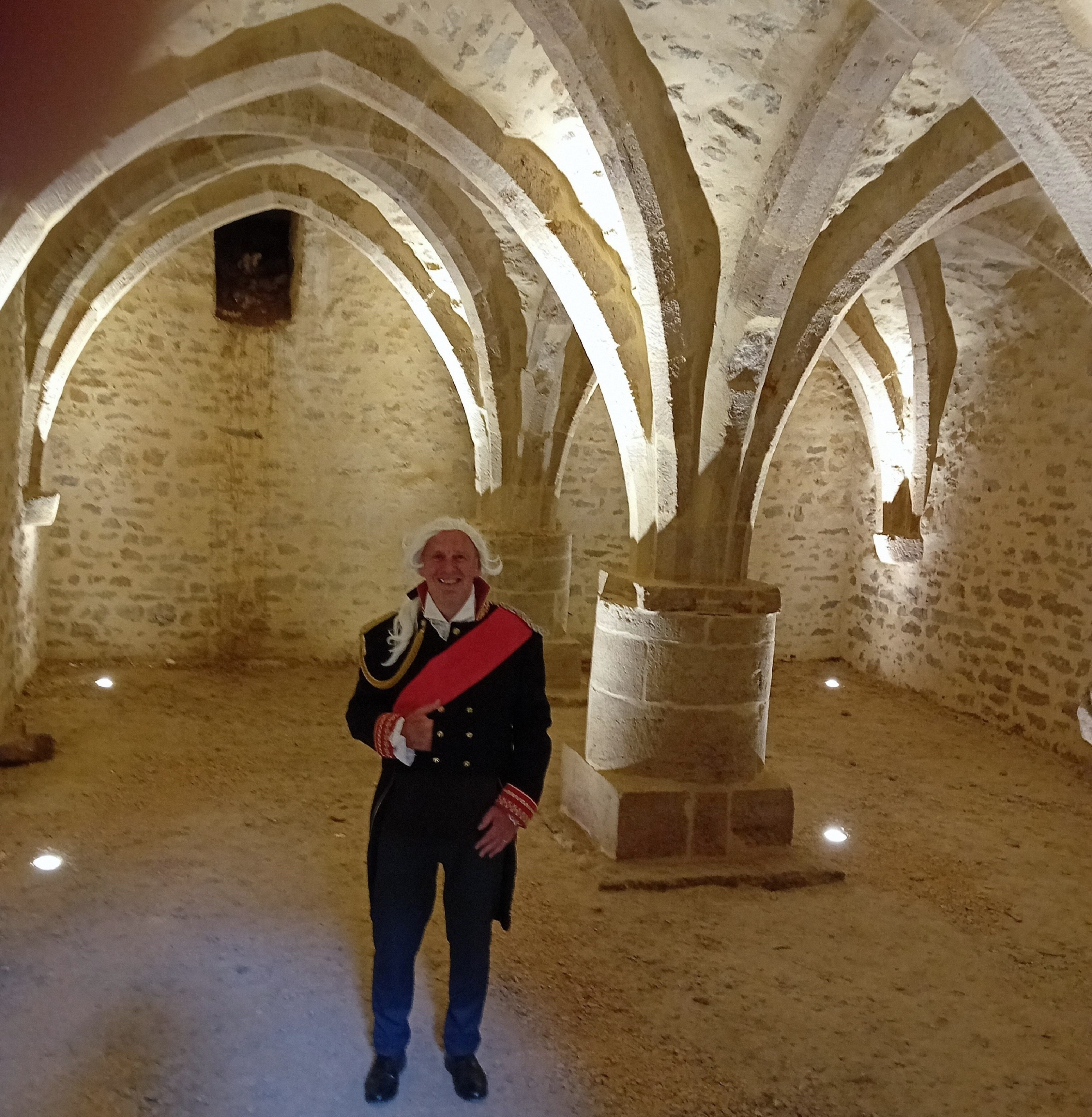
la crypte des Preslots.
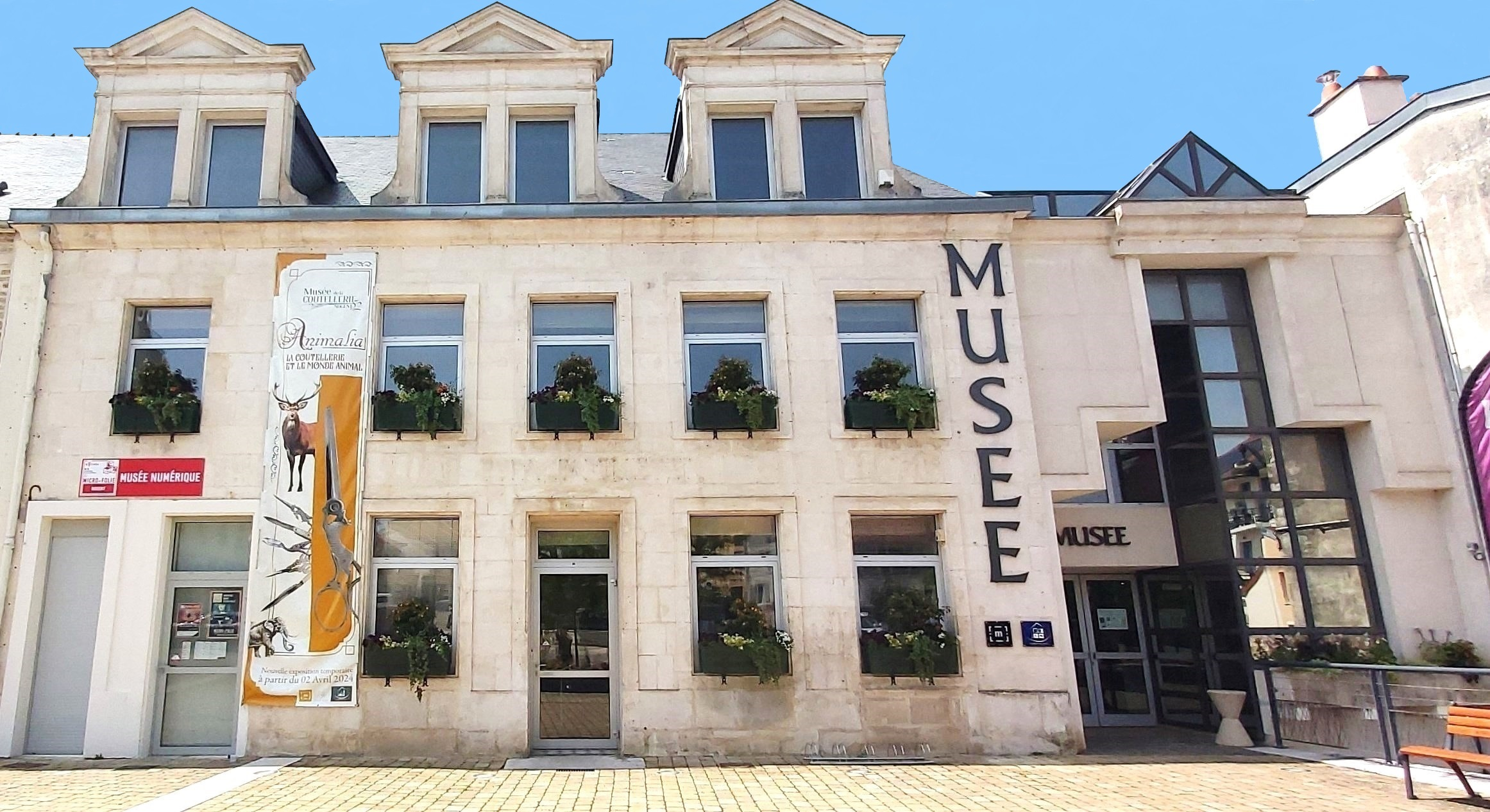
Le musée de la Coutellerie
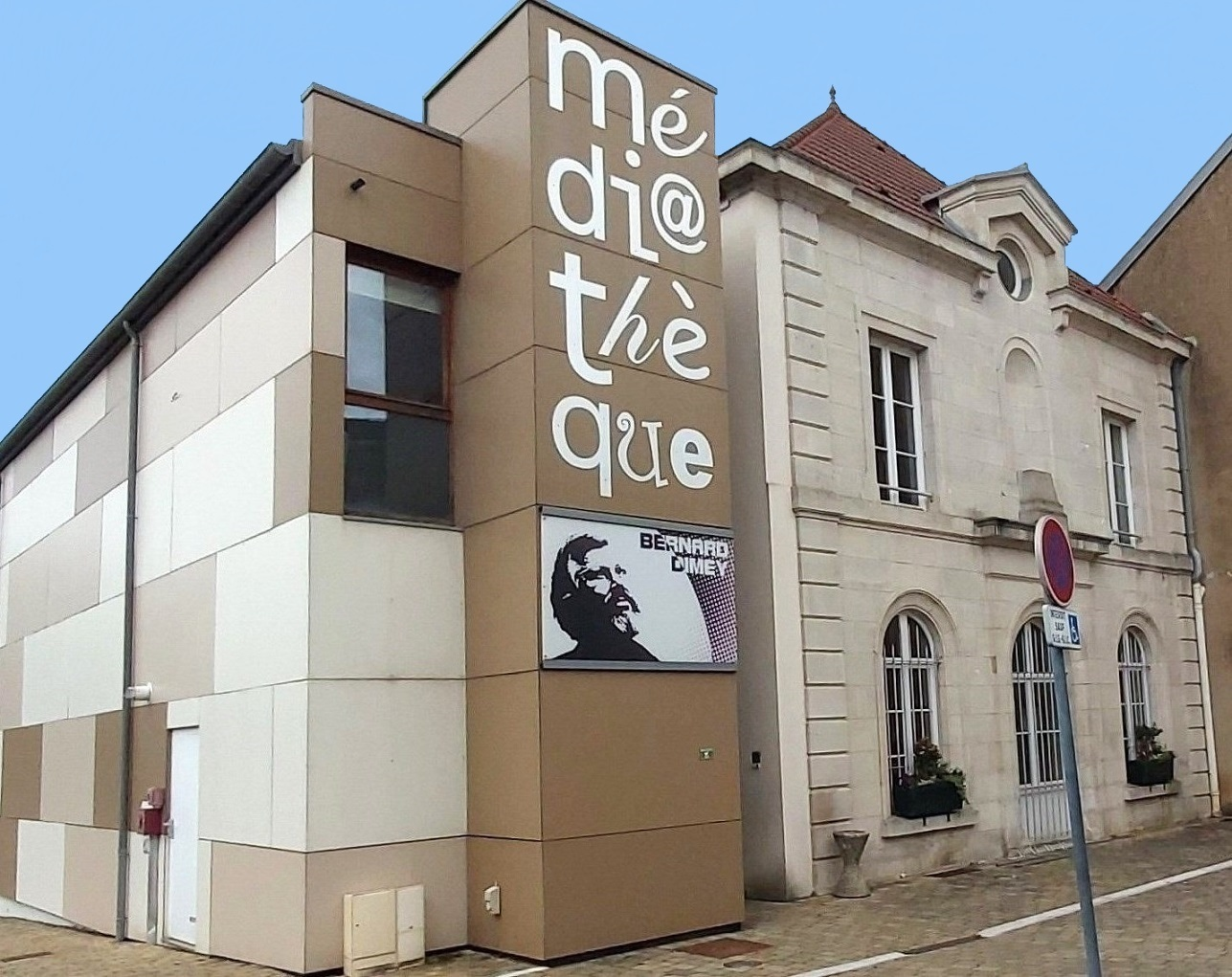
Médiathèque Bernard Dimey

### Personnalités liées à  la commune
- Arthur Daguin (1849-1944) : Ingénieur, historien né à Nogent
- Suzanne Berlioux (1898-1984) : entraîneuse de natation née à Nogent
- Bernard Dimey (1931-1981) : poète et écrivain né à Nogent
- Félix Grélot (1849-1894) : né à Nogent , Avocat  - Directeur de la "France judiciaire" , fondateur du "Musée des deux mondes"  -  préfet du Cantal .

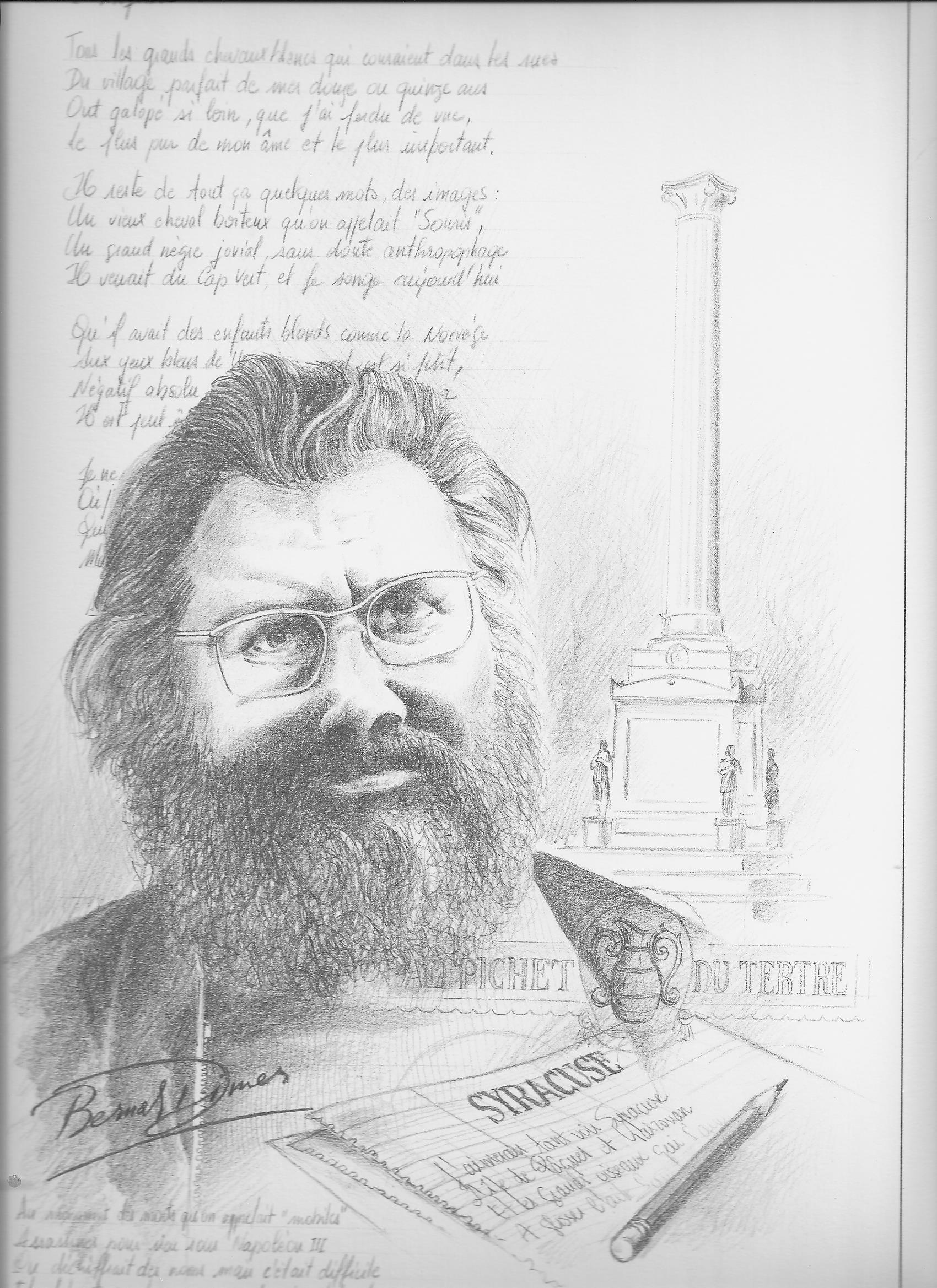
Portrait de Bernard Dimey
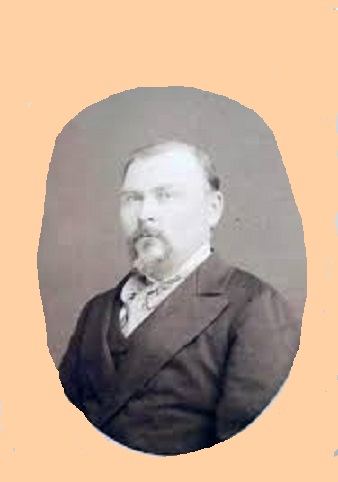
Portrait d'Arthur Daguin
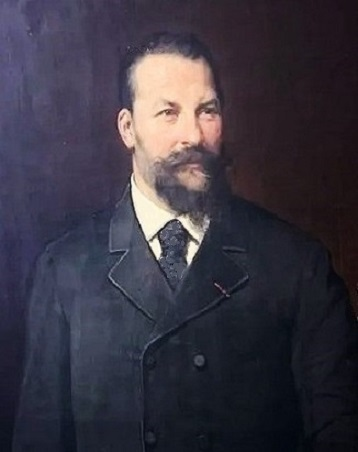
Portrait  de Félix Grélot

### Héraldique
| Blason de Nogent (Haute-Marne) | Blason  | D'azur au lion d'argent.                         |
| Blason de Nogent (Haute-Marne) | Détails | Le statut officiel du blason reste à déterminer. |

### Nogent dans les arts et la culture
Dans le film  La Bête humaine, de Jean Renoir, tourné en 1938, Roubeau interprété par Fernand Ledoux s’exclame « C’est un beau couteau... mais c’est un Nogent ! », soulignant la réputation de la coutellerie et s'affranchissant du suffixe -en-Bassigny alors en vigueur.